# Кремено
Кремѐно (на италиански: Cremeno, на западноломбардски: Cremée, Кремее) е село и община в Северна Италия, провинция Леко, регион Ломбардия. Разположено е на 792 m надморска височина. Населението на общината е 1507 души (към 2014 г.).